# Hanne Krogh
Hanne Krogh Sundbø (née le 24 janvier 1956 à Oslo) est une chanteuse norvégienne qui a grandi à Haugesund.

## Début
Elle a débuté à l'âge de 14 ans en 1970 avec le single Lukk opp min dør. L'année suivante, elle gagne le concours Melodi Grand Prix avec la chanson Lykken er. Elle représente donc la Norvège au Concours Eurovision de la chanson 1971 où elle termine 17e sur 18.

## Retour
En 1978, elle sort un album Hanne Krogh qui se vend tellement peu qu'il n'est jamais arrivé dans le Top officiel du journal VG. Elle participe au concours Melodi Grand Prix avec Når vi er barn, mais termine à la dernière place avec seulement deux points.
La même année, on lui demande d'enregistrer une version norvégienne de la chanson finlandaise Höstvisa (musique : Erno Tauro, texte : Tove Jansson) qu'elle traduit en norvégien. La chanson se trouvera plusieurs semaines en haut de classement des ventes de disque en Norvège.

## Bobbysocks
En 1984, elle prend contact avec la suédo-norvégienne Elisabeth Andreassen et fondent ensemble le duo Bobbysocks. Elles gagnent ensemble le Concours Eurovision de la chanson 1985 qui a lieu à Göteborg.
Le duo fut très populaire en Norvège. Après avoir été en tournée dans toute la Norvège, elles partent en tournée dans 16 pays différents, vendirent des millions d'albums et furent numéro 1 dans huit classements de chanson nationaux.

## Just 4 Fun
Après avoir enregistré quelques albums solos à partir de 1988, elle forme le groupe Just 4 Fun avec Eiríkur Hauksson, Marianne Antonsen et Jan Groth.
En 1991, la finale du Melodi Grand Prix est annulée, mais NRK demande au groupe de représenter la Norvège au Concours Eurovision de la chanson 1991. Le groupe accepte avec la chanson Mrs. Thompson de Dag Kolsrud mais termine seulement 17e/22. Mrs. Thompson n'obtint  aucun succès commercial.

## Ta meg til havet
En 1992, elle enregistre l'album live Ta meg til havet enregistré à Haugesund. Ce disque lui valut un Spellemannprisen en 1993.

## Disques pour enfants
Lorsque Hanne Krogh devient mère en 1993, elle décide d'enregistrer un disque de chansons d'Alf Prøysen dans une nouvelle version. Ce disque lui valut d'être nommée au Spellemannprisen. Elle a sorti par la suite plusieurs disques pour enfants.

## Diverses récompenses
- Spellemannprisen Hederspris 1985 (duo Bobbysocks)
- Spellemannprisen pour Ta meg til havet 1992
- Gammleng-prisen 1993
- De Fykende måker – prix d'honneur de la commune d'Haugesund 2007

## Participations au Concours Eurovision de la chanson
- 1971 : 17e/18
- 1985 : vainqueur
- 1991 : 17e/22

## Discographie
- Hanne Krogh (1978)
- Nærbilde (1980)
- Alene (1982)
- Nordens vakreste (1982)
- Under samme sol (1983)
- Julens vakreste (1983)
- Bobbysocks (1984/85)
- Waiting for the Morning (Bobbysocks) (1986)
- Walkin' on Air (Bobbysocks) (1987)
- Hanne (1989)
- Ren 60 (Just4Fun) (1990)
- Those Were the Days (Just4Fun) (1991)
- Ta meg til havet (1992)
- 40 beste (1994)
- Prøysens barnesanger (1995)
- Julestjerner (1996)
- Reisen til den levende parken (1997)
- Vestavind (1998)
- Egners barnesanger (1999)
- God jul - Hannes beste julesanger (2000)
- Sanger fra barnas skattkammer (2002)
- Ved juletid (2002)
- God jul - Hannes beste julesanger (2006)
- Let It Swing – The Best of Bobbysocks (2010)
- Vår julekonsert (Hanne et trois ténors) (2011)
- Barnas nasjonalskatt (2012)